# Mizothenar maharepa
Mizothenar maharepa is een pissebed uit de familie Stenetriidae. De wetenschappelijke naam van de soort is voor het eerst geldig gepubliceerd in 1991 door Mueller.